# جون دونكان (سياسي أمريكي)
جون دونكان (بالإنجليزية: John Duncan)‏ هو سياسي أمريكي، ولد في 1945.